# Quintin Brand
Quintin Brand (Kimberley, 25 maggio 1893 – Umtali, 7 marzo 1968) è stato un militare sudafricano, asso dell'aviazione durante la prima guerra mondiale e vice maresciallo dell'aria della Royal Air Force durante la seconda guerra mondiale.
Dopo il servizio in patria con l'Union Defence Force sudafricana, nel 1915 Brand si recò nel Regno Unito dove divenne pilota di caccia nel Royal Flying Corps britannico; nel corso del primo conflitto mondiale servì sul fronte occidentale, ottenendo il titolo di "asso" con dodici vittorie aeree. Nel periodo interbellico ricoprì vari incarichi in seno alla neo-formata Royal Air Force; dopo lo scoppio della seconda guerra mondiale, nel 1940 fu nominato vice maresciallo dell'aria e comandante del 10 Fighter Battle Group responsabile della difesa aerea dell'Inghilterra sud-occidentale e del Galles, che guidò nel corso della battaglia d'Inghilterra contro la Luftwaffe tedesca. Si ritirò dal servizio nel 1943.